# Xavier Samin
Xavier Samin, né le 1er janvier 1978, est un footballeur international tahitien, évoluant au poste de gardien de but.

## Carrière
Samin joue d'abord avec l'AS Tefana avec qui il remporte de trois championnats et six coupes nationales. Il fait ses débuts en équipe nationale en 2002 et reste un des gardiens habituels de Tahiti. Il est sélectionné pour la Coupe d'Océanie 2012 comme gardien remplaçant, derrière Mikaël Roche. À partir du troisième match, contre Vanuatu, il obtient le poste de titulaire et dispute la finale contre la Nouvelle-Calédonie et remporte cette compétition avec son pays.
En 2012, il est transféré à l'AS Dragon.

## Palmarès
- Vainqueur de la Coupe d'Océanie en 2012 avec l'équipe de Tahiti
- Champion de Polynésie française en 2005, 2010 et 2011 avec l'AS Tefana
- Vainqueur de la Coupe de Polynésie française en 2004, 2006, 2007, 2008, 2010 et 2011 avec l'AS Tefana
- Vainqueur de la Coupe des Champions en 2007 avec l'AS Tefana